# The Tramp and the Dog
The Tramp and the Dog (1896) se cree que es la primera producción comercial del pionero del cine estadounidense William Selig en Selig Polyscope. También es probable que sea la primera película narrativa comercial rodada en Chicago.
Descrita como una «comedia de patio trasero» (filmada en el vecindario de Rogers Park en Chicago), en el primer fragmento, una panadera sale a su patio y deja un pastel en una silla para que se enfríe. Un vagabundo salta la valla para acceder al patio trasero, agarra el pastel e intenta volver a saltar la valla. Pero aparece un bulldog que muerde el trasero del vagabundo cuando intenta escapar, lo que provoca varias caídas y finalmente reaparece la mujer con una escoba.
La película se hizo muy popular y se distribuyó por Norteamérica y Europa. Inició una tendencia cinematográfica conocida como «humor de pantalones», en la que la pérdida o la amenaza de pérdida de los pantalones del personaje constituía el gag principal, y llevó a varios cineastas a presentar a vagabundos y mendigos en breves situaciones cómicas. Se la consideraba una película perdida hasta 2021, cuando fue redescubierta en los archivos cinematográficos de la Biblioteca Nacional de Noruega, donde compartía una tira de película con una versión de otra producción de Selig previamente perdida, Something Good – Negro Kiss.